# Gualberto Ibarreto
Gualberto José Ibarreto Barrios (El Pilar, Municipio Benítez, Sucre; 12 de julio de 1947) es un cantante de música popular venezolana, especializado en ritmos de la costa Caribe oriental de su país como el galerón, la malagueña, la jota y el polo. También es bolerista y bastión del folklore nacional.

## Biografía
Es ejecutante del cuatro, la guitarra, la mandolina y piano, pero su instrumento más conocido es su voz de registro barítono, con la que ha recorrido todos los escenarios del país en más de cuarenta años de carrera musical. Entre su repertorio se encuentran canciones como: Cuerpo cobarde, La carta, El calamar y Ladrón de tu amor (este último, tema principal de la telenovela Leonela). Su formación musical comenzó de forma autodidacta y con la influencia de músicos populares del oriente venezolano, además de algunas nociones académicas por parte de Tobías Hernández y Raúl Benedetti. Su abuela era bandolinista y su abuelo un lutier de instrumentos de cuerda. De joven participó en la coral de la Escuela Briceño Méndez y además tocó la mandolina en la Banda de la Escuela San Antonio de Padua de El Tigre, estado Anzoátegui. En sus años universitarios combinó sus conocimientos folklóricos con cantos de protesta, trovas y el repertorio latinoamericano que incluía a Atahualpa Yupanqui y Mercedes Sosa.
Sus primeras presentaciones las realiza en 1973 en la Universidad Central de Venezuela y en el I Festival Universitario de la Canción Venezolana en la Universidad de Los Andes, en el cual obtiene el primer lugar con la canción Cerecita, del compositor sucrense Luis Mariano Rivera. Posteriormente grabó su primer disco con el sello venezolano Promus y luego entró a trabajar a la planta televisiva Radio Caracas Televisión. En la radio, la primera pieza que hizo famosa fue una canción del cantautor margariteño José Ramón Villaroel llamada María Antonia. De esos primeros años son sus éxitos La Guácara, Lo que un día fue, no será, La puerca, El Garrafón y Ni contigo ni sin ti, que se incorporaron rápidamente al repertorio popular venezolano. En su repertorio hay piezas de diversos compositores venezolanos como Luis Mariano Rivera, Enrique Hidalgo, José -Pollo- Sifontes, Simón Díaz, Rafael Salazar, Augusto Ramos, Henry Martínez, Luis Guillermo González y  Chelique Sarabia. En agosto de 2012, vuelve a grabar algunos de sus temas más conocidos en conjunto con C4 Trío, ensamble que tiene como instrumento predominante el cuatro y dedicado a la fusión de ritmos tradicionales con tendencias contemporáneas.

### Premios y reconocimientos
En noviembre de 2011, la Asamblea Nacional le dio el título como patrimonio cultural viviente de Venezuela por su trabajo como cultor popular, mención que recibió junto a la agrupación Serenata Guayanesa. También fue merecedor de numerosos reconocimientos nacionales como el Guaicaipuro de oro, Premios Ronda, Mara de Oro, Musa de oro, Sol de oriente y Meridiano de Oro.

## Discografía
- 1975. Gualberto Ibarreto. Promus
- 1975. El Cantor De La Voz De Pueblo - Vol. 2. Promus
- 1976. Volumen 3. Promus
- 1976. Volumen 4. Promus
- 1977. Volumen 5 - Y Ahora Es Cuando. Promus
- 1978. Volumen 6. Promus
- 1983. Siempre pa' lance. Disqueras Unidas
- 1984. Todos Sus Éxitos. Promus
- 1984. Romántico. Sonográfica
- 1992. Gualberto Siempre Gualberto. Universal
- 1993. Hoy He Vuelto A Ser El. Independiente
- 1997. Internacional. Velvet.
- 1998. 32 Grandes Éxitos - Serie 32 (2CDs). Polygram/Promus
- 1998. Hay Uno Solo... Independiente
- 2005. 40 Años 40 Éxitos. Velvet
- 2007. El Mismo De Ayer.

Independiente
- 2012. Gualberto + C4 Trío. Independiente

## Participaciones
- 1984: Serenata Guayanesa. Viene La Parranda
- 1992: María Teresa Chacín. Yo Soy Venezolana
- 1993: Cecilia Todd. Una Sola Vida Tengo
- 1999: Various Artists. Las Siete Estrellas Del Río
- 2000: Cecilia Todd. Canciones de Henry Martínez
- 2004: Juan Carlos Salazar. Matices (LASSARI Music) /Anhelos (AVR Music)
- 2005: El Cuarteto. De Pascuas con El Cuarteto
- 2005: Huáscar Barradas. Trío Acústico Venezolano II
- 2005: Serenata Guayanesa. El Ferrocarril
- 2006: Juan Carlos Salazar. Amo, Canto y Sueño (LASSARI Music)
- 2018: Omar Acedo. Anhelante.
- 2021: Héctor Medina. El Rompe Colchón.
- 2022: Héctor Medina, Huáscar Barradas. María Antonia / Guacara.